# Campeonato Internacional de Tênis de Campinas 2022
Il Campeonato Internacional de Tênis de Campinas 2022 è stato un torneo maschile tennis professionistico. È stata la 12ª edizione del torneo, facente parte della categoria Challenger 80 nell'ambito dell'ATP Challenger Tour 2022, con un montepremi di 53 120 $. Si è svolto dal 3 al 9 ottobre 2022 sui campi in terra rossa del Sociedade Hípica de Campinas di Campinas, in Brasile.

## Partecipanti

### Teste di serie
| Nazionalità | Giocatore             | Ranking* | Testa di serie |
| ----------- | --------------------- | -------- | -------------- |
| Germania    | Daniel Altmaier       | 96       | 1              |
| Perù        | Juan Pablo Varillas   | 106      | 2              |
| Argentina   | Facundo Bagnis        | 112      | 3              |
| Argentina   | Camilo Ugo Carabelli  | 118      | 4              |
| Argentina   | Juan Pablo Ficovich   | 138      | 5              |
| Brasile     | Felipe Meligeni Alves | 143      | 6              |
| Francia     | Alexandre Müller      | 152      | 7              |
| Argentina   | Facundo Mena          | 156      | 8              |

* Ranking al 26 settembre 2022.

### Altri partecipanti
I seguenti giocatori hanno ricevuto una wild card per il tabellone principale:
- Matheus Bueres
- Eduardo Ribeiro
- Thiago Seyboth Wild

Il seguente giocatore è entrato in tabellone con il ranking protetto:
- Sumit Nagal

I seguenti giocatori sono entrati in tabellone come alternate:
- Nicolás Kicker
- Pol Martín Tiffon
- Genaro Alberto Olivieri
- Juan Bautista Torres

I seguenti giocatori sono passati dalle qualificazioni:
- Gonzalo Villanueva
- Jan Choinski
- Facundo Juárez
- Daniel Rincón
- Juan Pablo Paz
- José Pereira

I seguenti giocatori sono entrati in tabellone come lucky loser:
- Rémy Bertola
- Wilson Leite

## Campioni

### Singolare
Jan Choinski ha sconfitto in finale  Juan Pablo Varillas con il punteggio di 6–4, 6–4.

### Doppio
Boris Arias /  Federico Zeballos hanno sconfitto in finale  Guido Andreozzi /  Guillermo Durán con il punteggio di 7–5, 6–2.